# Sandra Arenas
Sandra Arenas   (Pereira, 17 de setembre de 1993) és una atleta colombiana especialitzada en les proves de marxa atlètica. Ha participat en 3 Olimpíades, guanyant la medalla de plata als Jocs Olímpics de Tòquio 2020. Aquesta conquesta va suposar la primera medalla olímpica en marxa de tota la història de l'atletisme colombià. A més, ha guanyat 1 medalla d'or als Jocs Panamericans de Lima 2019.

## Marques personals
| Disciplina | Marca   | Seu      | Data            |
| ---------- | ------- | -------- | --------------- |
| 20Km marxa | 1:27:25 | Adelaida | 11 febrer 2024  |
| 35Km marxa | 3:00.58 | Armenia  | 25 octubre 2023 |

## Trajectòria professional
| Jocs Olímpics     | Jocs Olímpics  | Jocs Olímpics | Jocs Olímpics |
| Any               | Seu            | Posició       | Prova         |
| ----------------- | -------------- | ------------- | ------------- |
| 2012              | Londres        | 29a posició   | 20Km marxa    |
| 2016              | Rio de Janeiro | 32a posició   | 20Km marxa    |
| 2020              | Tòquio         | 2             | 20Km marxa    |
| Campionat del món |                |               |               |
| 2013              | Moscou         | 19a posició   | 20Km marxa    |
| 2015              | Pequín         | 19a posició   | 20Km marxa    |
| 2017              | Londres        | 5a posició    | 20Km marxa    |
| 2019              | Doha           | 5a posició    | 20Km marxa    |
| 2023              | Budapest       | DNF           | 20Km marxa    |
| Jocs Panamericans |                |               |               |
| 2015              | Toronto        | 4a posició    | 20Km marxa    |
| 2019              | Lima           | 1             | 20Km marxa    |